# Albin (Bischof)

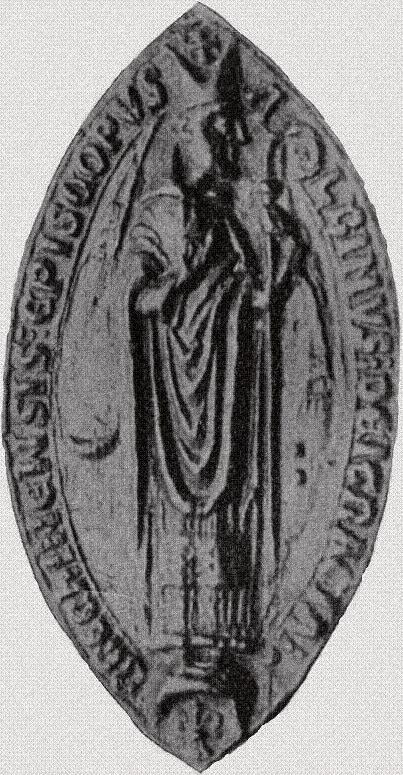
Siegel von Bischof Albin

Albin († 1269) war ein schottischer Geistlicher. Ab 1246 war er Bischof von Brechin.

## Herkunft
Albin war unehelicher Herkunft. Von seiner Familie ist jedoch nur bekannt, dass er einen Neffen namens Adam hatte. Möglicherweise wurde er um 1205 als unehelicher Sohn von Henry, einem Sohn von Earl David of Huntingdon geboren, der später Lord of Brechin wurde. Albin erhielt zwischen September und November 1239, als der päpstliche Legaten Oddone in Schottland war, einen Dispens wegen seiner unehelichen Geburt.

## Bischof von Brechin
Albin hatte einen Abschluss als Magister an einer unbekannten Universität erlangt und war Präzentor an der Kathedrale von Brechin, als er vor dem 19. Juli 1246 zum Bischof des Bistums Brechin gewählt wurde. Die schottischen Bistümer waren zu der Zeit direkt der Kurie unterstellt, so dass die Wahl vom Papst bestätigt werden musste. Papst Innozenz IV. beauftragte Bischof David of Bernham von St Andrews und zwei weitere schottische Bischöfe, die Eignung von Albin für das Bischofsamt zu überprüfen. Nachdem die Bischöfe die Eignung von Albin bejaht hatten, konnten sie ihn vor dem 13. Mai 1247 zum Bischof weihen. 1250 gehörte Albin zu den sechs schottischen Bischöfen, die unter Führung von Bischof David of Bernham gegen Verstöße des von Alan Durward geführten Regentschaftsrats gegen die Privilegien der schottischen Kirche protestierten. 1260 sollte er im Auftrag der Kurie einen kirchlichen Streitfall untersuchen.